# Equipe Olímpica de Refugiados nos Jogos Olímpicos de Verão de 2024
Uma Equipe Olímpica de Refugiados participou dos Jogos Olímpicos de Verão de 2024, realizados em Paris, na França. Foi a terceira aparição consecutiva da delegação de refugiados nos Jogos Olímpicos desde a estreia no Rio de Janeiro, em 2016.
Um total de 37 atletas competiram em doze esportes, sendo a maioria dos competidores de origem iraniana (14). Cindy Ngamba conquistou a medalha de bronze na categoria até 75 kg feminino do boxe, se tornando a primeira atleta a obter uma medalha olímpica para a equipe de refugiados.

## Medalhas
| Atleta       | Esporte | Evento             | Medalha |
| ------------ | ------- | ------------------ | ------- |
| Cindy Ngamba | Boxe    | Até 75 kg feminino | Bronze  |

## Competidores
Esta foi a participação por modalidade nesta edição:
| Esporte        | Masculino | Feminino | Total |
| -------------- | --------- | -------- | ----- |
| Atletismo      | 6         | 2        | 8     |
| Badminton      | 0         | 1        | 1     |
| Boxe           | 1         | 1        | 2     |
| Breaking       | 0         | 1        | 1     |
| Canoagem       | 3         | 1        | 4     |
| Ciclismo       | 1         | 1        | 2     |
| Halterofilismo | 1         | 1        | 2     |
| Judô           | 3         | 3        | 6     |
| Lutas          | 2         | 0        | 2     |
| Natação        | 2         | 0        | 2     |
| Taekwondo      | 4         | 1        | 5     |
| Tiro           | 1         | 1        | 2     |
| Total          | 24        | 13       | 37    |

## Desempenho

### Atletismo
- Q = Qualificado para a próxima fase
- q = Qualificado para a próxima fase como o perdedor mais rápido ou, em eventos de campo, pela posição sem atingir o alvo para qualificação
- qR = Qualificado para a próxima fase por decisão dos árbitros
- N/A = Fase não aplicável para o evento
- Bye = Atleta não precisou disputar aquela fase

Masculino
Eventos de pista
| Atleta                        | Evento   | Preliminar | Preliminar | Baterias | Baterias | Repescagem | Repescagem | Semifinal   | Semifinal   | Final       | Final       | Ref.   |
| Atleta                        | Evento   | Tempo      | Pos.       | Tempo    | Pos.     | Tempo      | Pos.       | Tempo       | Pos.        | Tempo       | Pos.        | Ref.   |
| ----------------------------- | -------- | ---------- | ---------- | -------- | -------- | ---------- | ---------- | ----------- | ----------- | ----------- | ----------- | ------ |
| Dorian Keletela               | 100 m    | Bye        | Bye        | 10.58    | 8        | N/A        | N/A        | Não avançou | Não avançou | Não avançou | Não avançou | [ 6 ]  |
| Musa Suliman                  | 800 m    | N/A        | N/A        | 1:49.61  | 9        | 1:50.11    | 9          | Não avançou | Não avançou | Não avançou | Não avançou | [ 7 ]  |
| Dominic Lobalu                | 5000 m   | N/A        | N/A        | 14:15.49 | 15 qR    | N/A        | N/A        | N/A         | N/A         | 13:15.27    | 4           | [ 8 ]  |
| Jamal Abdelmaji Eisa Mohammed | 10000 m  | N/A        | N/A        | N/A      | N/A      | N/A        | N/A        | N/A         | N/A         | 27:35.92    | 18          | [ 9 ]  |
| Tachlowini Gabriyesos         | Maratona | N/A        | N/A        | N/A      | N/A      | N/A        | N/A        | N/A         | N/A         | 2:12:47     | 42          | [ 10 ] |

Eventos de campo
| Atleta                 | Evento             | Qualificação | Qualificação | Final       | Final       | Ref.   |
| Atleta                 | Evento             | Marca        | Pos.         | Marca       | Pos.        | Ref.   |
| ---------------------- | ------------------ | ------------ | ------------ | ----------- | ----------- | ------ |
| Mohammad Amin Alsalami | Salto em distância | 7.24         | 29           | Não avançou | Não avançou | [ 11 ] |

Feminino
Eventos de pista
| Atleta               | Evento | Baterias | Baterias | Repescagem | Repescagem | Semifinal   | Semifinal   | Final       | Final       | Ref.   |
| Atleta               | Evento | Tempo    | Pos.     | Tempo      | Pos.       | Tempo       | Pos.        | Tempo       | Pos.        | Ref.   |
| -------------------- | ------ | -------- | -------- | ---------- | ---------- | ----------- | ----------- | ----------- | ----------- | ------ |
| Perina Lokure Nakang | 800 m  | 2:08.20  | 9        | 2:11.33    | 7          | Não avançou | Não avançou | Não avançou | Não avançou | [ 12 ] |
| Farida Abaroge       | 1500 m | 4:29.27  | 14       | 4:30.53    | 12         | Não avançou | Não avançou | Não avançou | Não avançou | [ 13 ] |

### Badminton
Feminino
| Atleta           | Evento  | Fase de grupos       | Fase de grupos       | Fase de grupos | Oitavas              | Quartas              | Semifinal            | Final / DB           | Final / DB  | Ref.   |
| Atleta           | Evento  | Adversário Resultado | Adversário Resultado | Pos.           | Adversário Resultado | Adversário Resultado | Adversário Resultado | Adversário Resultado | Pos.        | Ref.   |
| ---------------- | ------- | -------------------- | -------------------- | -------------- | -------------------- | -------------------- | -------------------- | -------------------- | ----------- | ------ |
| Dorsa Yavarivafa | Simples | SGP Yeo J D 0–2      | MRI K Ludik D 0–2    | 3              | Não avançou          | Não avançou          | Não avançou          | Não avançou          | Não avançou | [ 14 ] |

### Boxe
Masculino
| Atleta          | Evento    | Primeira fase        | Oitavas de final     | Quartas de final     | Semifinal            | Final                | Final       | Ref.   |
| Atleta          | Evento    | Adversário Resultado | Adversário Resultado | Adversário Resultado | Adversário Resultado | Adversário Resultado | Pos.        | Ref.   |
| --------------- | --------- | -------------------- | -------------------- | -------------------- | -------------------- | -------------------- | ----------- | ------ |
| Omid Ahmadisafa | Até 51 kg | USA R Hill D 0–5     | Não avançou          | Não avançou          | Não avançou          | Não avançou          | Não avançou | [ 15 ] |

Feminino
| Atleta       | Evento    | Primeira fase        | Oitavas de final      | Quartas de final     | Semifinal            | Final                | Final             | Ref.   |
| Atleta       | Evento    | Adversário Resultado | Adversário Resultado  | Adversário Resultado | Adversário Resultado | Adversário Resultado | Pos.              | Ref.   |
| ------------ | --------- | -------------------- | --------------------- | -------------------- | -------------------- | -------------------- | ----------------- | ------ |
| Cindy Ngamba | Até 75 kg | —                    | CAN T Thibeault V 3–2 | FRA D Michel V 5–0   | PAN A Bylon D 1–4    | Não avançou          | Medalha de bronze | [ 16 ] |

### Breaking
Feminino
| Atleta         | Apelido | Evento  | Pré-classificatória  | Fase de grupos       | Fase de grupos       | Fase de grupos       | Fase de grupos | Quartas              | Semifinal            | Final / DB           | Final / DB  | Ref.   |
| Atleta         | Apelido | Evento  | Adversário Resultado | Adversário Resultado | Adversário Resultado | Adversário Resultado | Pos.           | Adversário Resultado | Adversário Resultado | Adversário Resultado | Pos.        | Ref.   |
| -------------- | ------- | ------- | -------------------- | -------------------- | -------------------- | -------------------- | -------------- | -------------------- | -------------------- | -------------------- | ----------- | ------ |
| Manizha Talash | Talash  | B-Girls | NED I Sardjoe D DSQ  | Não avançou          | Não avançou          | Não avançou          | Não avançou    | Não avançou          | Não avançou          | Não avançou          | Não avançou | [ 17 ] |

### Canoagem

#### Slalom
Masculino
| Atleta         | Evento | Preliminar | Preliminar | Preliminar | Preliminar | Preliminar | Preliminar | Semifinal   | Semifinal   | Final       | Final       | Ref.   |
| Atleta         | Evento | Descida 1  | Pos.       | Descida 2  | Pos.       | Melhor     | Pos.       | Tempo       | Pos.        | Tempo       | Pos.        | Ref.   |
| -------------- | ------ | ---------- | ---------- | ---------- | ---------- | ---------- | ---------- | ----------- | ----------- | ----------- | ----------- | ------ |
| Amir Rezanejad | C-1    | 116.16     | 19         | 119.48     | 19         | 116.16     | 19         | Não avançou | Não avançou | Não avançou | Não avançou | [ 18 ] |

Caiaque cross
| Atleta     | Evento    | Tomada de tempo | Tomada de tempo | Primeira rodada | Repescagem | Baterias    | Quartas     | Semifinal   | Final       | Pos. | Ref.   |
| Atleta     | Evento    | Tempo           | Pos.            | Posição         | Posição    | Posição     | Posição     | Posição     | Posição     | Pos. | Ref.   |
| ---------- | --------- | --------------- | --------------- | --------------- | ---------- | ----------- | ----------- | ----------- | ----------- | ---- | ------ |
| Andy Barat | Masculino | 79.15           | 32              | DNF R           | 3          | Não avançou | Não avançou | Não avançou | Não avançou | 36   | [ 18 ] |

#### Velocidade
Masculino
| Atleta         | Evento     | Eliminatórias | Eliminatórias | Quartas | Quartas | Semifinal   | Semifinal   | Final       | Final       | Ref.   |
| Atleta         | Evento     | Tempo         | Pos.          | Tempo   | Pos.    | Tempo       | Pos.        | Tempo       | Pos.        | Ref.   |
| -------------- | ---------- | ------------- | ------------- | ------- | ------- | ----------- | ----------- | ----------- | ----------- | ------ |
| Fernando Jorge | C-1 1000 m | 3:54.90       | 3             | 4:06.63 | 4       | Não avançou | Não avançou | Não avançou | Não avançou | [ 19 ] |
| Saeid Fazloula | K-1 1000 m | 3:42.80       | 4             | 3:40.94 | 4       | Não avançou | Não avançou | Não avançou | Não avançou | [ 20 ] |

Feminino
| Atleta        | Evento    | Eliminatórias | Eliminatórias | Quartas | Quartas | Semifinal   | Semifinal   | Final       | Final       | Ref.   |
| Atleta        | Evento    | Tempo         | Pos.          | Tempo   | Pos.    | Tempo       | Pos.        | Tempo       | Pos.        | Ref.   |
| ------------- | --------- | ------------- | ------------- | ------- | ------- | ----------- | ----------- | ----------- | ----------- | ------ |
| Saman Soltani | K-1 500 m | 2:02.19       | 7             | 2:01.43 | 6       | Não avançou | Não avançou | Não avançou | Não avançou | [ 21 ] |

Legenda: FA = Final A (disputa de medalha); FB = Final B (sem disputa de medalha)

### Ciclismo

#### Estrada
Masculino
| Atleta      | Evento         | Tempo    | Pos. | Ref.   |
| ----------- | -------------- | -------- | ---- | ------ |
| Amir Ansari | Contrarrelógio | 40:26.14 | 30   | [ 22 ] |

Feminino
| Atleta              | Evento             | Tempo | Pos. | Ref.   |
| ------------------- | ------------------ | ----- | ---- | ------ |
| Eyeru Tesfoam Gebru | Corrida em estrada | DNF   | DNF  | [ 23 ] |

### Halterofilismo
Masculino
| Atleta             | Evento     | Arranco | Arranco | Arremesso | Arremesso | Total | Pos. | Ref.   |
| Atleta             | Evento     | Result. | Pos.    | Result.   | Pos.      | Total | Pos. | Ref.   |
| ------------------ | ---------- | ------- | ------- | --------- | --------- | ----- | ---- | ------ |
| Ramiro Mora Romero | Até 102 kg | 166     | 10      | 210       | 7         | 376   | 7    | [ 24 ] |

Feminino
| Atleta       | Evento    | Arranco | Arranco | Arremesso | Arremesso | Total | Pos. | Ref.   |
| Atleta       | Evento    | Result. | Pos.    | Result.   | Pos.      | Total | Pos. | Ref.   |
| ------------ | --------- | ------- | ------- | --------- | --------- | ----- | ---- | ------ |
| Yekta Jamali | Até 81 kg | 103     | 9       | 128       | 9         | 231   | 9    | [ 25 ] |

### Judô
Masculino
| Atleta                | Evento     | Primeira fase        | Oitavas              | Quartas              | Semifinais           | Repescagem           | Final / DB           | Final / DB | Ref.   |
| Atleta                | Evento     | Adversário Resultado | Adversário Resultado | Adversário Resultado | Adversário Resultado | Adversário Resultado | Adversário Resultado | Pos.       | Ref.   |
| --------------------- | ---------- | -------------------- | -------------------- | -------------------- | -------------------- | -------------------- | -------------------- | ---------- | ------ |
| Mohammad Rashnonezhad | Até 66 kg  | FRA W Khyar D 00–10  | Não avançou          | Não avançou          | Não avançou          | Não avançou          | Não avançou          | =17        | [ 26 ] |
| Sibghatullah Arab     | Até 81 kg  | BEL M Casse D 01–11  | Não avançou          | Não avançou          | Não avançou          | Não avançou          | Não avançou          | =17        | [ 27 ] |
| Adnan Khankan         | Até 100 kg | SUI D Eich D 00–10   | Não avançou          | Não avançou          | Não avançou          | Não avançou          | Não avançou          | =17        | [ 28 ] |

Feminino
| Atleta                   | Evento        | Primeira fase               | Oitavas              | Quartas              | Semifinais           | Repescagem           | Final / DB           | Final / DB | Ref.   |
| Atleta                   | Evento        | Adversário Resultado        | Adversário Resultado | Adversário Resultado | Adversário Resultado | Adversário Resultado | Adversário Resultado | Pos.       | Ref.   |
| ------------------------ | ------------- | --------------------------- | -------------------- | -------------------- | -------------------- | -------------------- | -------------------- | ---------- | ------ |
| Muna Dahouk              | Até 57 kg     | PAN K Jiménez D 00–10       | Não avançou          | Não avançou          | Não avançou          | Não avançou          | Não avançou          | =17        | [ 29 ] |
| Nigara Shaheen           | Até 63 kg     | MEX P Awiti Alcaraz D 00–10 | Não avançou          | Não avançou          | Não avançou          | Não avançou          | Não avançou          | =17        | [ 30 ] |
| Mahboubeh Barbari Zharfi | Mais de 78 kg | DOM M Morillo D 00–10       | Não avançou          | Não avançou          | Não avançou          | Não avançou          | Não avançou          | =17        | [ 31 ] |

Misto
| Atleta | Evento | Primeira fase        | Oitavas              | Quartas              | Semifinais           | Repescagem           | Final / DB           | Final / DB | Ref.          |
| Atleta | Evento | Adversário Resultado | Adversário Resultado | Adversário Resultado | Adversário Resultado | Adversário Resultado | Adversário Resultado | Pos.       | Ref.          |
| --- | ------ | -------------------- | -------------------- | -------------------- | -------------------- | -------------------- | -------------------- | ---------- | ------------- |
| Mohammad Rashnonezhad Sibghatullah Arab Adnan Khankan Muna Dahouk Nigara Shaheen Mahboubeh Barbari Zharfi | Equipe | ESP Espanha D 0–4    | Não avançou          | Não avançou          | Não avançou          | Não avançou          | Não avançou          | =17        | [ 32 ] [ 33 ] |

### Lutas

#### Greco-romana
Masculino
| Atleta          | Evento    | Oitavas               | Quartas              | Semifinais           | Repescagem           | Final / DB           | Final / DB  | Ref.   |
| Atleta          | Evento    | Adversário Resultado  | Adversário Resultado | Adversário Resultado | Adversário Resultado | Adversário Resultado | Pos.        | Ref.   |
| --------------- | --------- | --------------------- | -------------------- | -------------------- | -------------------- | -------------------- | ----------- | ------ |
| Jamal Valizadeh | Até 60 kg | UZB I Bakhromov D 0–9 | Não avançou          | Não avançou          | Não avançou          | Não avançou          | Não avançou | [ 34 ] |

#### Livre
Masculino
| Atleta       | Evento    | Oitavas               | Quartas              | Semifinais           | Repescagem           | Final / DB           | Final / DB  | Ref.   |
| Atleta       | Evento    | Adversário Resultado  | Adversário Resultado | Adversário Resultado | Adversário Resultado | Adversário Resultado | Pos.        | Ref.   |
| ------------ | --------- | --------------------- | -------------------- | -------------------- | -------------------- | -------------------- | ----------- | ------ |
| Iman Mahdavi | Até 74 kg | SRB K Tsabolov D 0–10 | Não avançou          | Não avançou          | Não avançou          | Não avançou          | Não avançou | [ 35 ] |

### Natação
Masculino
| Atleta        | Evento          | Eliminatórias | Eliminatórias | Semifinal   | Semifinal   | Final       | Final       | Ref.   |
| Atleta        | Evento          | Tempo         | Pos.          | Tempo       | Pos.        | Tempo       | Pos.        | Ref.   |
| ------------- | --------------- | ------------- | ------------- | ----------- | ----------- | ----------- | ----------- | ------ |
| Alaa Maso     | 50 m livre      | 23.90         | 47            | Não avançou | Não avançou | Não avançou | Não avançou | [ 36 ] |
| Matin Balsini | 200 m borboleta | 2:00.77       | 26            | Não avançou | Não avançou | Não avançou | Não avançou | [ 37 ] |

### Taekwondo
Masculino
| Atleta               | Evento        | Qualificação             | Oitavas              | Quartas              | Semifinais           | Repescagem           | Final / DB           | Final / DB  | Ref.   |
| Atleta               | Evento        | Adversário Resultado     | Adversário Resultado | Adversário Resultado | Adversário Resultado | Adversário Resultado | Adversário Resultado | Pos.        | Ref.   |
| -------------------- | ------------- | ------------------------ | -------------------- | -------------------- | -------------------- | -------------------- | -------------------- | ----------- | ------ |
| Hadi Tiranvalipour   | Até 58 kg     | PLE O Yaser Ismail D 0–2 | Não avançou          | Não avançou          | Não avançou          | Não avançou          | Não avançou          | Não avançou | [ 38 ] |
| Yahya Al Ghotany     | Até 68 kg     | HKG Lo W D 0–2           | Não avançou          | Não avançou          | Não avançou          | Não avançou          | Não avançou          | Não avançou | [ 39 ] |
| Farzad Mansouri      | Até 80 kg     | Bye                      | USA C Nickolas D 0–2 | Não avançou          | Não avançou          | Não avançou          | Não avançou          | Não avançou | [ 40 ] |
| Kasra Mehdipournejad | Mais de 80 kg | PNG G Mara V 2–1         | CIV C Cissé D 0–2    | Não avançou          | Não avançou          | Não avançou          | Não avançou          | Não avançou | [ 41 ] |

Feminino
| Atleta          | Evento    | Qualificação         | Oitavas              | Quartas              | Semifinais           | Repescagem           | Final / DB           | Final / DB  | Ref.   |
| Atleta          | Evento    | Adversário Resultado | Adversário Resultado | Adversário Resultado | Adversário Resultado | Adversário Resultado | Adversário Resultado | Pos.        | Ref.   |
| --------------- | --------- | -------------------- | -------------------- | -------------------- | -------------------- | -------------------- | -------------------- | ----------- | ------ |
| Dina Pouryounes | Até 49 kg | Bye                  | CHN Guo Q D 0–2      | Não avançou          | Não avançou          | TUR M Dinçel D 0–2   | Não avançou          | Não avançou | [ 42 ] |

### Tiro
Masculino
| Atleta                   | Evento             | Qualificação | Qualificação | Final       | Final       | Ref.   |
| Atleta                   | Evento             | Marca        | Pos.         | Marca       | Pos.        | Ref.   |
| ------------------------ | ------------------ | ------------ | ------------ | ----------- | ----------- | ------ |
| Francisco Edilio Centeno | Pistola de ar 10 m | 562          | 30           | Não avançou | Não avançou | [ 43 ] |

Feminino
| Atleta       | Evento              | Qualificação | Qualificação | Final       | Final       | Ref.   |
| Atleta       | Evento              | Marca        | Pos.         | Marca       | Pos.        | Ref.   |
| ------------ | ------------------- | ------------ | ------------ | ----------- | ----------- | ------ |
| Luna Solomon | Carabina de ar 10 m | 601.2        | 43           | Não avançou | Não avançou | [ 44 ] |